# Justyna Raczyńska
Justyna Raczyńska (ur. 12 września 1987 w Szczecinie) – polska siatkarka, grająca na pozycji przyjmującej, reprezentantka kraju. Od sezonu 2017/2018 występuje w drużynie Energa MKS Kalisz.
W 2013 roku otrzymała powołanie do szerokiej kadry reprezentacji Polski, prowadzonej przez Piotra Makowskiego.
Pod koniec czerwca 2013 roku zadebiutowała w kadrze Polski seniorek w spotkaniu przeciwko Kubie podczas turnieju o Puchar Borysa Jelcyna.

## Sukcesy klubowe
Puchar Polski:
- 2014

Mistrzostwo Polski:
- 2014

Mistrzostwo I ligi:
- 2018